# Jaskinia Belbaşı
Jaskinia Belbaşı – jaskinia w Anatolii w Pamfilii.
Archeologiczne stanowisko eponimiczne epipaleolitycznej kultury Belbaşi.